# 真鐸學校

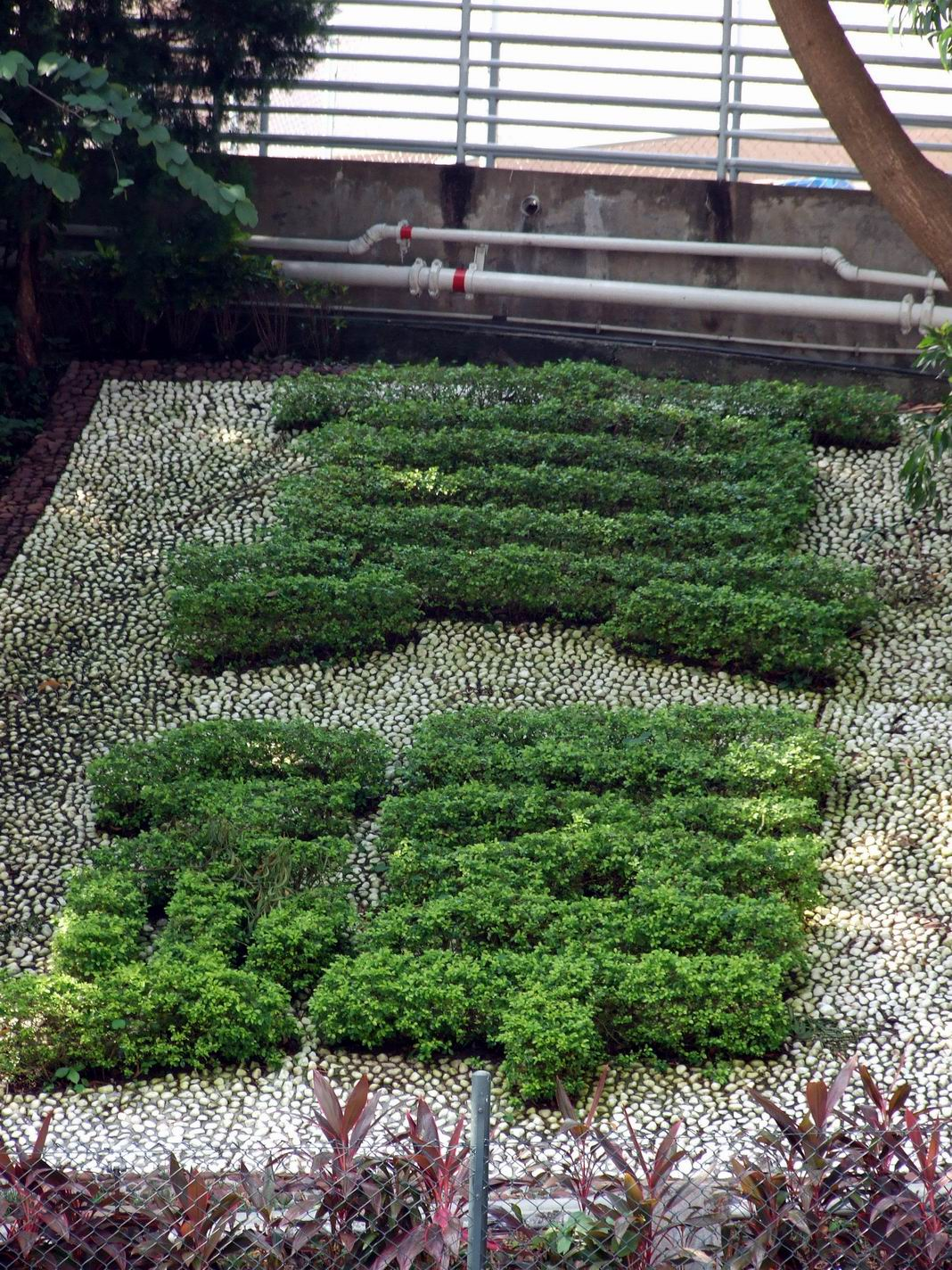
真鐸學校

真鐸學校（英語：Chun Tok School）創校於1935年，是香港一所為聽障而設的基督教男女學校，分中學部及小學主流部，小學部於2004年起轉型為一所主流小學，招收健全、健聽學童，學校同時以兩種教育模式運作：全日制「弱聽部」、「主流部」，中學弱聽部於2018年完成歷史任務結束辦學。學校位於九龍鑽石山斧山道，現任校長為陳德安先生。

## 歷史
香港早年的弱能人士普遍未能得到政府的照顧，很多時被遺留在家中，沒有機會接受教育。1934年兩位英國聖公會傳教士寶興懌女士、龍福英女士及香港基督教女青年會首任總幹事黎理悦女士（Miss Nell E. Elliott）籌劃在香港創辦聾人學校，派遣李緑華女士及陳麗芳女士前往中國山東省烟台市「烟台啓喑學校」學習教授聽覺受損兒童之方法。於1935年創立香港第一間為聾人而設的「港粤啟喑學校」，使到聾人也有接受教育的機會，李綠華女士受聘任校長，陳麗芳女士為教師。創校初期只有6名學生，借用位於巴丙頓道15號「香港大學堂女生宿舍」（聖士提反舍堂）兩個房間作課室。
其後學生人數不斷增加，由政府撥地，英國聖公會及香港基督教教會資助，分期建設校舍，於1948年遷到鑽石山現址，易名為「真鐸啓喑學校」，設可容納100名弱聽兒童之宿位及學位。1960年香港政府、教育署設立「特殊教育組」。1961年教育署舉辦一年制「在職教師聾童教育訓練班」，同年「真鐸啓喑學校」正式註冊為政府津貼學校。1988年開始拆卸舊校舍（其原因鑑於大老山隧道動工），建立現代化校舍，新校舍於1991年落成，包括小學校舍一座、中學校舍一座、禮堂一個、室內體育館一個、籃球場一個、陰雨操場一個、宿舍及膳堂一座。再於2003年9月開展為期兩年多的新翼擴建工程。2004年9月由小一開始收取健聽學生，學校改名為「真鐸學校」，主流班每班人數約32人，包括數名聽障學生。
真鐸學校的「融合教育」支援服務分別於1993年2月及1998年9月開設小學部及中學部，由原設之全日制弱聽部，擴展服務範圍至支援就讀於主流中、小學之「融合教育」弱聽學生，提供學業、語言及社會適應的輔導，鞏固學習基礎及口語溝通能力，使其在主流學校的學習上獲得更大效益，除有駐校服務，並設有位於大埔、粉嶺及港島區等6個巡迴中心。

## 架構
真鐸學校校董會由香港聖公會大主教、中華基督教會香港區會及香港東區扶輪社所委派的代表以及多位專業人士所組成。

## 設施
真鐸學校面積達10,000平方米，設有26個課室（全空調，附有電腦及投映機）、禮堂、標準多功能室內體育館、有蓋操場、平台操場、室外籃球場、科學研習園圃、環保資源中心及1個圖書館。

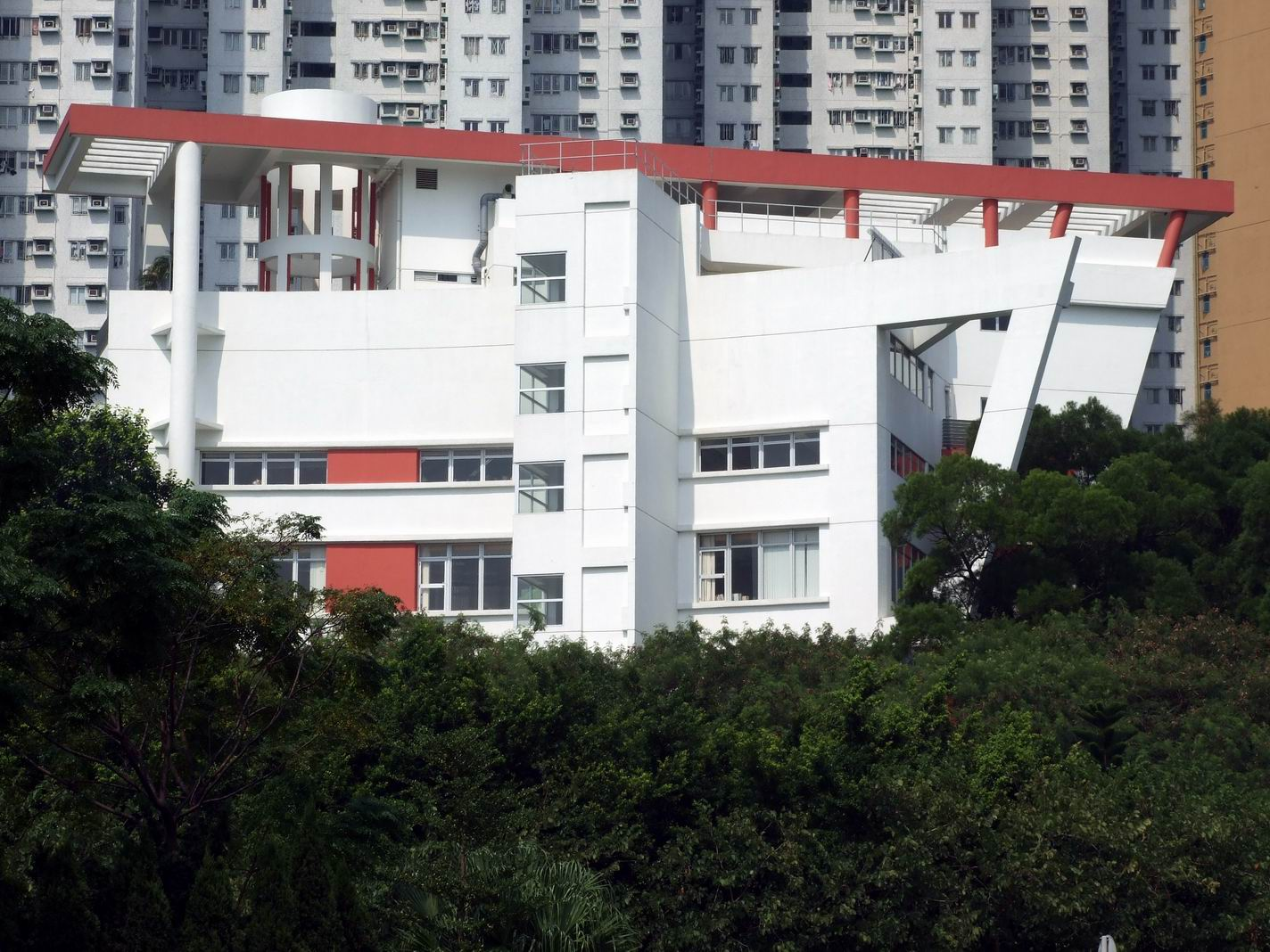
新翼
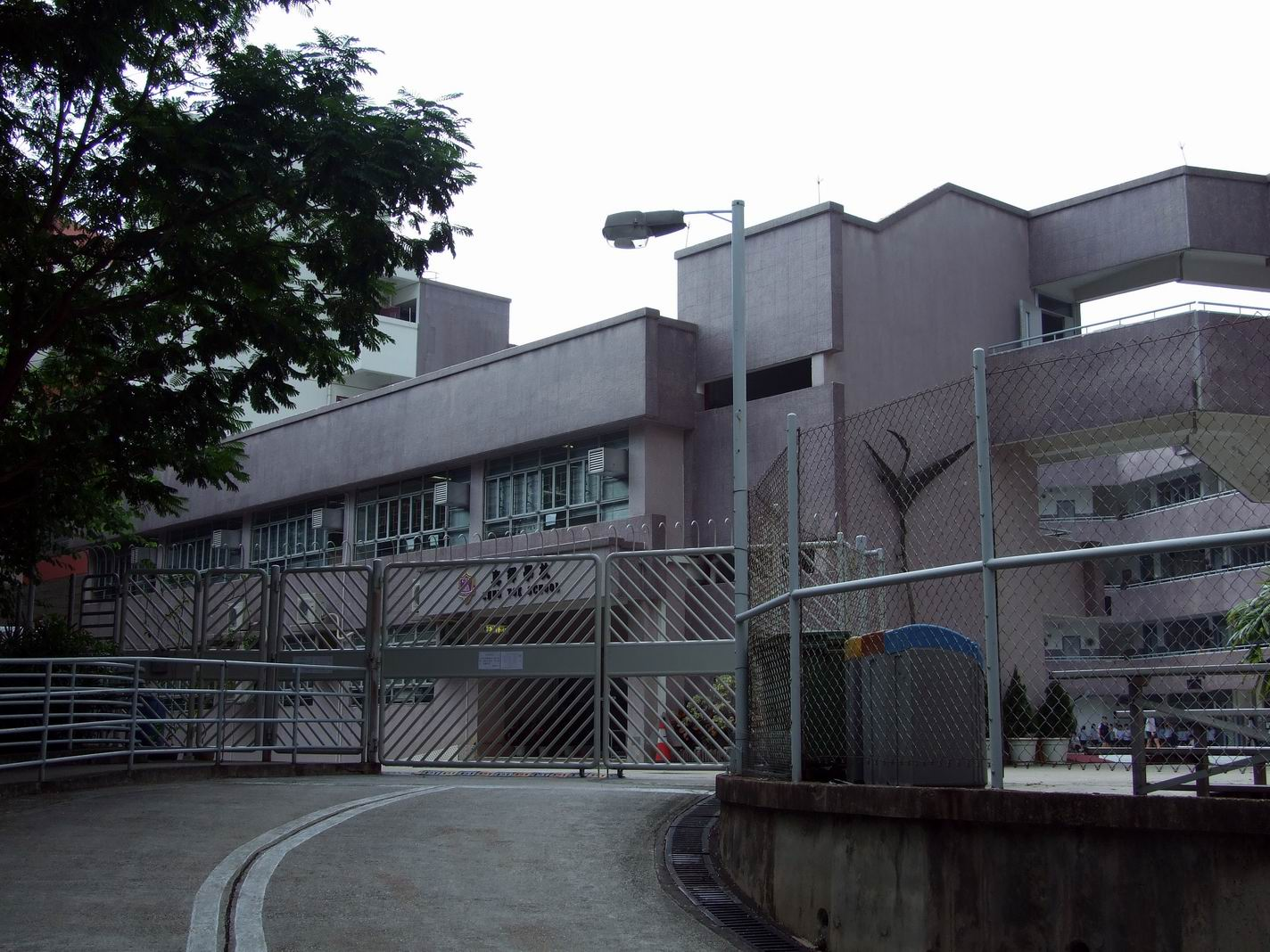
翻新前的校舍

## 課外活動
1. 舉辦23個多元智能體藝培訓組別。
2. 每週20個小息專科活動角。
3. 社工舉辦學生服務學習活動，建立和諧鄰舍網絡。
4. 舉辦國內、新加坡、日本及澳洲語言文化交流團，增強學生語文能力及擴闊視野。

## 校友
- 朱芷茵，「龍耳」手語導師
- 孫銘謙，「香港足球代表隊」成員
- 熊倬樂，童星

## 爭議
真鐸學校於2013年曾經爆出老師虐待及非禮學生事件，工黨立法會議員張超雄表示曾接收了30宗案件，當中21宗案件屬同一位老師，涉及暴力及色情。事件其後獲教育局及警方跟進。

## 外部連結
- 真鐸學校 （页面存档备份，存于）

1. ↑  . www.cts.edu.hk.   [2018-10-09]. （原始内容存档于2020-11-22）.
2. ↑  .   [2022-10-22]. （原始内容存档于2022-10-22）.
3. ↑  .   [2020-04-04]. （原始内容存档于2020-05-02）.
4. ↑  .   [2020-04-04]. （原始内容存档于2020-12-09）.